# جيف غوش
جيف غوش (بالإنجليزية: Jeff Gooch)‏ هو لاعب كرة قدم أمريكية أمريكي، ولد في 31 أكتوبر 1974 في ناشفيل في الولايات المتحدة.

## وصلات خارجية
- جيف غوش على موقع مرجع كرة القدم المحترفة.كوم (الإنجليزية)